# European Nations Cup Tweede Divisie 2000/01
De European Nations Cup Tweede Divisie 2000/01 is het tweede seizoen van de Tweede Divisie van de Europe Nations Cup, het op een na hoogste niveau in de ENC.
De landen in de Tweede Divisie spelen een halve competitie om het Tweede Divisie-kampioenschap. Door de kwalificatie voor het Wereldkampioenschap rugby 2003 is er geen promotie naar de Eerste Divisie en degradatie naar de Derde Divisie.

## Puntensysteem
Teams kunnen als volgt punten verdienen:
- 3 punten voor een overwinning
- 2 punten voor een gelijkspel
- 1 punt voor een verloren wedstrijd
- 0 punten voor terugtrekking van een wedstrijd

## Stand

### Eindstand
| #  | Team       | GW | Win | Gel | Ver | Pnt    | Voor | Tegen | Saldo |
| -- | ---------- | -- | --- | --- | --- | ------ | ---- | ----- | ----- |
| 1. | Polen      | 5  | 4   | 0   | 1   | 13     | 105  | 53    | 52    |
| 2. | Oekraïne   | 5  | 4   | 0   | 1   | 13\ 65 | 61   | 0     | 61    |
| 3. | Duitsland  | 5  | 2   | 1   | 2   | 10     | 90   | 86    | 4     |
| 4. | Kroatië    | 5  | 2   | 1   | 2   | 10     | 70   | 77    | -7    |
| 5. | Tsjechië   | 5  | 2   | 0   | 3   | 9      | 132  | 109   | 23    |
| 6. | Denemarken | 5  | 0   | 0   | 5   | 5      | 53   | 129   | -76   |

#### Legenda
| Kleur | Kwalificatie voor |
| ----- | ----------------- |
|       | Kampioen 2000/01  |

## Wedstrijden
| 14 oktober 2000 | Tsjechië | 35 - 3 | Oekraïne | Praag |
| 14 oktober 2000 |          |        |          | Praag |

| 21 oktober 2000 | Oekraïne | 16 - 6 | Denemarken | Kiev |
| 21 oktober 2000 |          |        |            | Kiev |

| 22 oktober 2000 | Duitsland | 13 - 26 | Polen | Berlijn |
| 22 oktober 2000 |           |         |       | Berlijn |

| 28 oktober 2000 | Denemarken | 15 - 16 | Kroatië | Kopenhagen |
| 28 oktober 2000 |            |         |         | Kopenhagen |

| 4 november 2000 | Polen | 34 - 16 | Tsjechië | Gdynia |
| 4 november 2000 |       |         |          | Gdynia |

| 12 november 2000 | Duitsland | 12 - 19 | Oekraïne | Heusenstamm |
| 12 november 2000 |           |         |          | Heusenstamm |

| 18 november 2000 | Kroatië | 3 - 8 | Polen | Zaprešić |
| 18 november 2000 |         |       |       | Zaprešić |

| 8 april 2001 | Duitsland | 30 - 17 | Tsjechië | Konstanz |
| 8 april 2001 |           |         |          | Konstanz |

| 28 april 2001 | Kroatië | 32 - 22 | Tsjechië | Makarska |
| 28 april 2001 |         |         |          | Makarska |

| 28 april 2001 | Denemarken | 10 - 21 | Duitsland | Kopenhagen |
| 28 april 2001 |            |         |           | Kopenhagen |

| 5 mei 2001 | Polen | 34 - 12 | Denemarken | Gdynia |
| 5 mei 2001 |       |         |            | Gdynia |

| 19 mei 2001 | Tsjechië | 42 - 10 | Denemarken | Praag |
| 19 mei 2001 |          |         |            | Praag |

| 19 mei 2001 | Oekraïne | 9 - 3 | Polen | Kiev |
| 19 mei 2001 |          |       |       | Kiev |

| 20 mei 2001 | Kroatië | 14 - 14 | Duitsland | Split |
| 20 mei 2001 |         |         |           | Split |

| 26 mei 2001 | Oekraïne | 18 - 5 | Kroatië | Kiev |
| 26 mei 2001 |          |        |         | Kiev |